# 東松山市立白山中学校

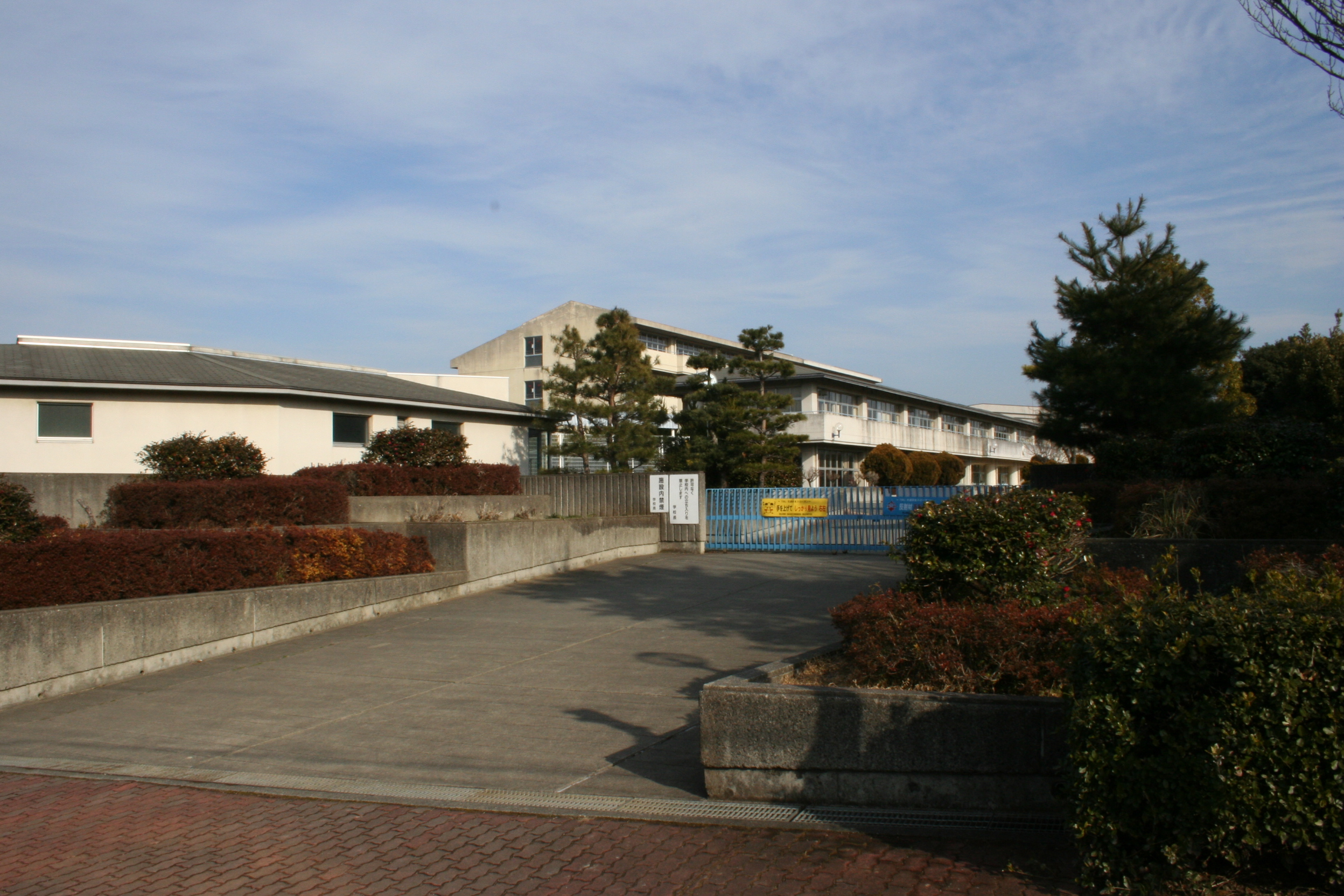
正門

東松山市立白山中学校（ひがしまつやましりつ はくさんちゅうがっこう）は、埼玉県東松山市にある公立中学校。

## 沿革
- 1985年（昭和60年） 4月1日 - 東松山市立南中学校から分離して白山中学校開校
- 1985年（昭和60年） 4月30日 - 制服決定
- 1985年（昭和60年）11月13日 - 校歌制定（田口弘作詞、星野英彦作曲）
- 1985年（昭和60年）12月7日 - 落成式挙行
- 1986年（昭和61年） 4月30日 - 白山中学校PTA発足
- 1989年（平成元年）10月13日 - 校舎増築（普通室8、特別室4）
- 1991年（平成3年） 3月30日 - 部室、防球ネット完成
- 1991年（平成3年） 8月25日 - 駐車場舗装
- 1992年（平成4年） 2月22日 - コンピュータ室完成
- 1995年（平成7年）3月 - 格技場竣工
- 2003年（平成16年）11月 - 開校20周年式典挙行

## 特徴
- 高坂ニュータウン造成に伴う高坂西部地区の人口増加に備えて開校した東松山市では最も新しい中学校。
- 開校記念日は11月13日。
- スクールカラーは青で、指定のジャージなどにもこの色が採用されている。
- 校舎は四階建て（北側2階建、南側教室棟4階建）

## 施設設備
- 校舎
- 体育館
- プール
- 武道場
- 部室
- グラウンド
- テニスコート

## 学校生活

### 行事
- 体育祭
- 肉桂祭
- 校外学習（1年生）
- 修学旅行（2年生）
- スリーデーマーチ
- 立志式

### 部活動

#### 運動部
- バスケット部
- バレー部
- ソフトテニス部
- 野球部

#### 文化部
- 吹奏楽部
- 美術部

### 委員会
- 環境委員会
- 体育委員会
- 文化委員会
- 健康委員会
- 自治委員会

## 学区
- 桜山小学校通学区全域（主に高坂地区、高坂丘陵地区の東武東上線より西側の地域が該当する）
  - 桜山台・白山台・旗立台・松風台・元宿二丁目・大字岩殿・大字田木の全域
  - 元宿一丁目・大字毛塚・大字西本宿・大字宮鼻・大字高坂のうち、川辺地区・毛塚地区・西本宿第一地区・西本宿第二地区・米沢地区に属する地域
- 桜山小学校と合わせて小中一貫教育特認校につき、学区外からの通学も可能である。

※1985年～2018年は、桜山台・白山台・旗立台・松風台・大字岩殿・大字田木の全域、および大字毛塚のうち川辺地区。

## アクセス
- 東武東上線・高坂駅 南西約1.3km
- 高坂駅西口から川越観光バス TA11:東京電機大学本館前ゆき、「高坂ニュータウン入口」、もしくはTA12系統「白山台郵便局」バス停下車